# Kiscsepcsényi lelet
Lehoczky Tivadar 1874-es utazásai alkalmával figyelt fel a znióváraljai tanítóképző akkoriban létrejövő gyűjteményében a Turóc vármegyei Kiscsepcsény határában Csepcsányi Gusztáv birtokán 1872-ben előkerült halomsírleletre. A halmot Groó Vilmos a tanítóképző igazgatója ásta meg és az ő információit felhasználva Lehoczky az Archaeologiai Értesítő hasábjain számolt be a leletről. Sajnos sem a gyűjtemény leírása, sem az akkori lelet további közlése, de sorsa sem ismert.
A halomban állítólag vas szögekkel és pántokkal megfogatott fakoporsóban (kamrában) lóval együtt temetett harcos feküdhetett. Fegyverei közül előkerült egy 50 cm hosszú és 7 cm széles levél alakú vas kopjahegy, díszített 15 cm hosszú vasfokos, horgas és fűzfalevél forma nyílhegyek, oldalpálcás (?) zabla töredéke, két 16 cm magas és 10 cm széles, széles talpalójú kengyelvas, sarkantyú, 12 aranyozott ezüst, áttört, 5,5x4 cm csüngős veret és több 2,5 cm átmérőjű ezüst félgömb lószerszámveret.
A lelet 3 darabjának fényképei csupán a Munkácsi Múzeum gyűjteményéből ismertek. Vélhetően ezeket még Lehoczky Tivadar szerezhette a gyűjtemény számára. A fényképeken azonban egy áttört csüngős vereten, és egy félgömb lószerszámvereten (?) kívül szerepel egy pajzs alakú veret is, melyről Lehoczky Tivadar korábban nem tett említést. Vojtech Budinský-Krička közlése alapján állítólag mindhárom a múzeumban kiállított veret aranyozott volt és Lehoczky Tivadar jegyzettel is ellátta őket. Sajnos jelenleg ezen veretek sem lelhetőek fel.
A helyiek által Homôlka halomnak nevezett helyen 1936-ban Vojtech Budinský-Krička folytatott ellenőrző feltárást, melynek során a lelőhelyet is újból pontosan azonosította. A halmon égetés nyomait találta, valamint másodlagos helyzetben emberi és állati csontokat, vasleletek töredékeit és egy aranyozott övveret töredékét, ami a munkácsi darabbal egyezik. Groó által nem ásott helyen kerültek elő egy további (?) sír emberi csontjai és leletei (2 vaskés, csiholóvas, csiholókő, koporsóveret), melyek alapján megállapítható volt annak nyugati tájolása. Az ásatás során azonban nem kerültek elő lócsontok. Ezen feltárás anyaga ma a Turócszentmártoni Múzeum gyűjteményében található.